# Chevrolet Evanda
Chevrolet Evanda var en bilmodel fra General Motors.
Modellen blev bygget i Sydkorea, hvor den hed Daewoo Magnus.
I Danmark blev bilen mellem 2002 og 2005 solgt som Daewoo Evanda. I USA og Canada hed den Suzuki Verona.
Evanda fandtes kun med en 2,0-litersmotor med 96 kW (130 hk), fra 2005 også som autogasbil.
Evanda blev i september 2006 afløst af Chevrolet Epica.